# Frétoy-le-Château
Frétoy-le-Château är en kommun i departementet Oise i regionen Hauts-de-France i norra Frankrike. Kommunen ligger i kantonen Guiscard som tillhör arrondissementet Compiègne. År 2022 hade Frétoy-le-Château 264 invånare.

## Befolkningsutveckling
Antalet invånare i kommunen Frétoy-le-Château
| Referens: INSEE |